# Mononezasićena mast
U biohemiji i ishrani, mononezasićene masti (mononezasićene masne kiseline) su masne kiseline koje imaju jednu dvostruku vezu u lancu masne kiseline, dok je ostatak lanca vezan jednostrukim vezama. U kontrastu s tim, polinezasičene masne kiseline imaju više od jedne dvostruke veze.
Masne kiseline su molekuli sa dugim lancem. One imaju alkil grupu na jednom kraju i karboksilnu grupu na drugom kraju. Viskozitet i tačka topljenja masnih kiselina se smanjuju sa povećanjem broja dvostrukih veze. Stoga, mononezasićene masne kiseline imaju višu tačku topljenja od polinezasićenih masnih kiselina i nižu od zasićenih masnih kiselina. Mononezasićene masne kiseline su tečne na sobnoj temperaturi i polučvrste ili čvrste pri stajanju u frižideru. 

## Literatura
- Donald Voet; Judith G. Voet (2005). Biochemistry (3 изд.). Wiley. ISBN 9780471193500.
- David L. Nelson; Michael M. Cox (2005). Principles of Biochemistry (IV изд.). New York: W. H. Freeman. ISBN 0-7167-4339-6.

## Spoljašnje veze
- Fats (Mayo Clinic)
- Types of Fats (Cardiovascular Consultants) Архивирано на веб-сајту  (8. мај 2012)
- The Chemistry of Unsaturated Fats